# NGC 7646
NGC 7646 este o galaxie spirală situată în constelația Vărsătorul. A fost descoperită în 1886 de către Frank Muller.